# Göran Therborn
Göran Therborn (Kalmar, Svédország, 1941. szeptember 23. –) svéd szociológus, jelenleg a Cambridge-i Egyetem professzora, az egyik legismertebb, legtöbbet idézett marxista orientációjú kortárs társadalomteoretikus.

## Élete
Szociológiát, politológiát, közgazdaság-tudományt tanult a Lundi Egyetemen, ahol 1974-től 1981-ig a szociológia tanszék docense (Associate Professor), majd a Nijmegeni Egyetem politológia professzora volt. 1987-től 2003-ig a Göteborgi Egyetem, 2003-tól Cambridge-i Egyetemen való kinevezéséig az Uppsalai Egyetem szociológiaprofesszora. Therborn számos európai, észak- és dél-amerikai, ázsiai ország, illetve Ausztrália egyetemén volt vendégprofesszor.

## Művei

### Magyarul
- A munkanélküliség jelentése és típusai. In: Eszmélet, 28. szám (1995. tél)
- A dialektika után – Radikális társadalomelmélet a posztkommunista világban. In: Eszmélet, 76. szám (2007. tél)
- Göran Therborn: A munkanélküliség jelentése és típusai; A dialektika után – Radikális társadalomelmélet a posztkommunista világban (magyar nyelven). Eszmélet folyóirat, 2013. július 9. (Hozzáférés: 2013. július 9.)
- Göran Therborn. A marxizmustól a posztmarxizmus felé? ford. Bózsó Péter (pdf), Budapest: Eszmélet kiskönyvtár. 978-963-236-284-7 (2010)
- Osztály a XXI. században. In: Eszmélet, 97. szám (2013. tavasz)

### Angolul
- Science, Class & Society (Verso, 1976) ISBN 086091724X
- The rule of capital and the rise of democracy New Left Review, I/103, May–June 1977
- What Does the Ruling Class do When it Rules?: State Apparatuses and State Power under Feudalism, Capitalism and Socialism (1978), Reprinted as Radical Thinkers Series, Verso (2008)
- The Ideology of Power and the Power of Ideology (1980), Reprinted as Verso Classic (1999)
- Why Some Peoples are More Unemployed than Others (1986)
- European Modernity and Beyond: The Trajectory of European Societies, 1945–2000 (1995)
- Between Sex and Power: Family in the World, 1900–2000 (2004)
- From Marxism to Post-Marxism? (2008)
- Handbook of European Societies: Social Transformations in the 21st Century (2010) ISBN 9781441981288
- The World: A Beginner’s Guide (2011)
- The Killing Fields of Inequality (2013)

## Fordítás
- Ez a szócikk részben vagy egészben a Göran Therborn című német Wikipédia-szócikk ezen változatának fordításán alapul.  Az eredeti cikk szerkesztőit annak laptörténete sorolja fel. Ez a jelzés csupán a megfogalmazás eredetét és a szerzői jogokat jelzi, nem szolgál a cikkben szereplő információk forrásmegjelöléseként.